# Coredo
Coredo és un antic municipi italià, dins de la província de Trento. L'any 2007 tenia 1.421 habitants. Limitava amb els municipis de Kurtatsch an der Weinstraße (BZ), Don, Romeno, Sanzeno, Sfruz, Smarano, Taio, Tramin an der Weinstraße (BZ) i Tres.
L'1 de gener 2015 es va fusionar amb els municipis de Smarano, Taio, Tres i Vervò creant així el nou municipi de Predaia, del qual actualment és una frazione.

## Administració
| Període | Identitat     | Partit        |
| ------- | ------------- | ------------- |
| 2008-   | Maurizio Scoz | Llista cívica |